# 戈韦阿
戈韦阿是巴西米纳斯吉拉斯州的一个市镇。总面积874.927平方公里，总人口11569人，人口密度13.2人/平方公里。